# Dorstenia alberti
Dorstenia alberti är en mullbärsväxtart som beskrevs av Carauta Valente och Sucre. Dorstenia alberti ingår i släktet Dorstenia och familjen mullbärsväxter. Inga underarter finns listade i Catalogue of Life.